# PGC 36655
LEDA/PGC 36655 ist eine Galaxie vom Hubble-Typ S0: im Sternbild Großer Bär am Nordsternhimmel, die schätzungsweise 137 Millionen Lichtjahre von der Milchstraße entfernt ist. Gemeinsam mit sechs weiteren Galaxien gilt sie als Mitglied der NGC 3963-Gruppe (LGG 251).